# Mai és tard per enamorar-se
Mai és tard per enamorar-se (originalment en anglès, Last Chance Harvey) és una pel·lícula de drama romàntic estatunidenc del 2008 escrita i dirigida per Joel Hopkins. El guió se centra en dues persones solitàries que forgen una relació provisional al llarg de dos dies. Dustin Hoffman interpreta un compositor de jingles publicitaris que viatja a Anglaterra per al casament de la seva filla separada i perd ràpidament la feina. Emma Thompson interpreta una treballadora d'hostaleria d'un aeroport amb una visió icterícia de les relacions. S'ha doblat al català.

## Repartiment
- Dustin Hoffman com a Harvey Shine
- Emma Thompson com a Kate Walker
- Eileen Atkins com a Maggie Walker
- Kathy Baker com a Jean
- James Brolin com a Brian
- Liane Balaban com a Susan Shine
- Daniel Lapaine com a Scott Wright
- Richard Schiff com a Marvin

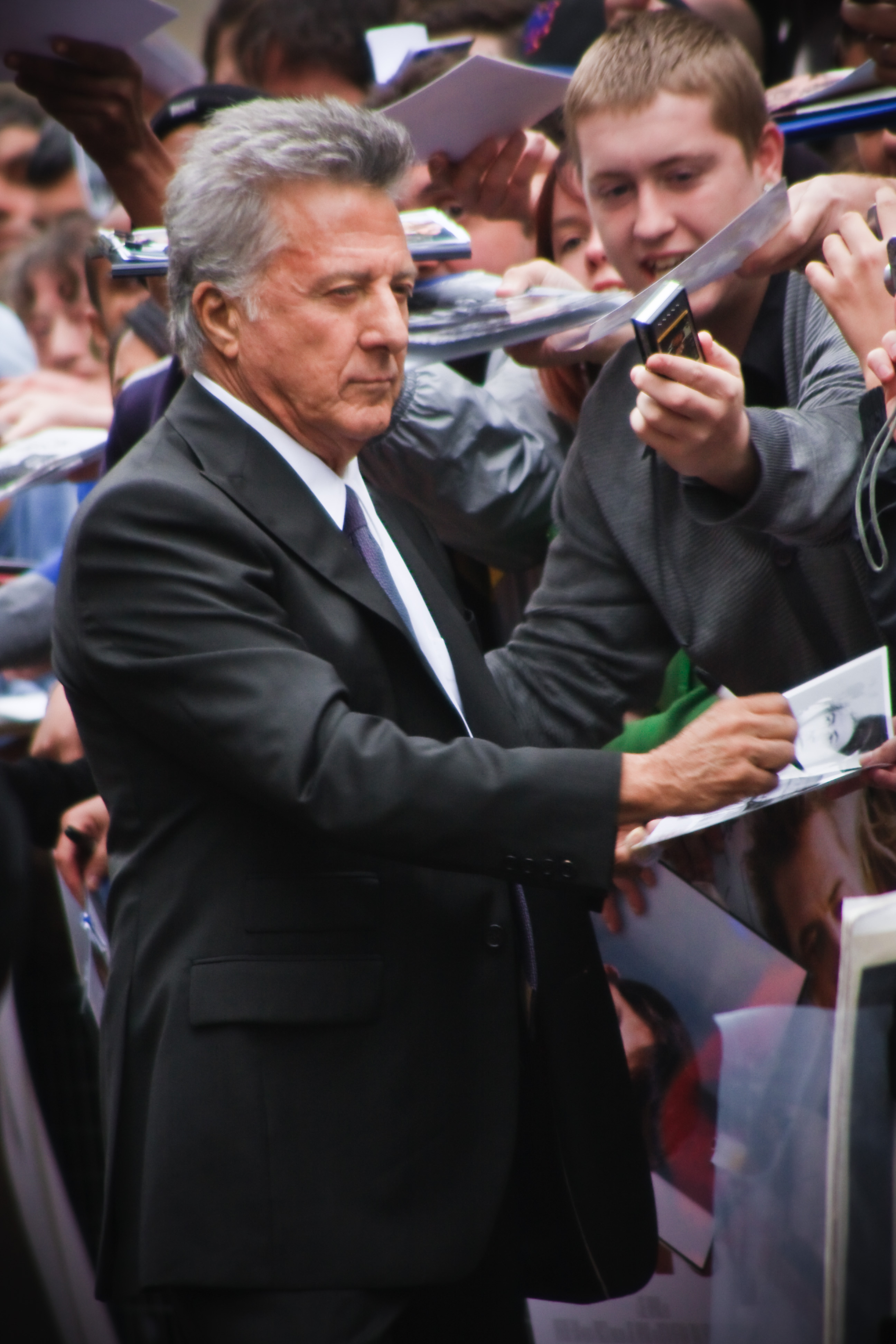
Dustin Hoffman a l'estrena de Mai és tard per enamorar-se a Londres.

- Dennis Gimes com a conductor d'autobús
- Adam Astill com a empresari
- Bronagh Gallagher com a Oonagh